# Eucinetus oviformis
Eucinetus oviformis is een keversoort uit de familie buitelkevers (Eucinetidae). De wetenschappelijke naam van de soort werd in 1866 gepubliceerd door John Lawrence LeConte.